# Комісар
Коміса́р (староукр. комисар, лат. commissare; посилати, посилати з місією) — посадова особа, наділена урядом особливими повноваженнями. У різні часи і в різних країнах мала або має таке значення:

## Литовське князівство
У Великому князівстві Литовському і Речі Посполитій — монарший урядовець-наглядач, член комісії. З 1638 року окремі комісари призначалися верховними начальниками реєстрового Запорізького війська.

## Франція часів революції
Під час французької революції кінця 18 століття — уповноважений Національного конвенту, який відвідував із дорученнями департаменти або війська.

## Королівство Галичини і Володимирії
Комісар — один з вищих повітових урядників Королівства Галичини і Володимирії у 1850—1918 роках.

## Західна Українська Народна Республіка
У ЗУНР — керівник повіту (адміністративної одиниці) або міста

## Радянські уряди та СРСР (1922—1991)

### Уряд держави
Народний комісар (або скорочено «Нарком») — одна з вищих посадових осіб, що входили до складу уряду і очолювали певний народний комісаріат (наркомат), центральний орган державного управління окремою сферою діяльності держави, що існували у СРСР в 1922—1946 роках. Народні комісаріати, які входили Ради Народних Комісарів (РНК), становили уряд СРСР. Народні комісаріати були як союзні, так і республіканські. Система комісаріатів проіснувала до 15 березня 1946 року, коли їх реорганізували на міністерства. Народних комісарів обернули на міністрів.
Слід зауважити, що народні комісари і народні комісаріати були в радянських республіках (такі як БРСР, РРФСР, УРСР), з яких був утворений СРСР. Після злиття в єдину державу частину наркоматів звели в союзні (з їх розформуванням на республіканському рівні), частина залишилася на республіканському рівні.

### Військово-політичний склад Червоної армії (РСЧА) таНКВС
Після Жовтневого перевороту 1917 року та заснування Червоної армії в ній був започаткований інститут військових комісарів. Особа, яка призначалася на посаду комісара мала особливі, навіть надзвичайні повноваження. Він контролював дії командиру частини (у перші роки радянської влади чимало командирів було колишніми офіцерами царської армії) і якщо вважав, що командир не виконує директив Центру, Штабу РСЧА або ЦК ВКП(б), комісар мав право відсторонити командира від посади та навіть розстріляти його. Комісари на місцях чинили військово-польовий суд та виносили вироки військовикам. До 1942 року функції комісарів були частково скасовані, а офіцери, що обіймали аналогічну посаду, стали називатися — замполітами, (заступник командира з політико-просвітницької та виховної роботи). Завданням замполітів було пояснювати солдатам дії центральної влади, та командування, забезпечувати дисципліну серед нижчих чинів та рядових.
У 1935 році з введенням персональних звань командного складу РСЧА введели також спеціальні звання для політпрацівників: «молодший політрук», «політрук» і «старший політрук», «батальйонний комісар», «полковий комісар», «дивізійний комісар», «корпусний комісар», «армійський комісар 2-го рангу», «армійський комісар 1-го рангу». В 1939 році до вище вказаних звань додається звання «старший батальйонний комісар». У жовтні 1942 року посади військових комісарів у Червоній армії остаточно скасували, рішенням ДКО від 9 жовтня 1942 року в армії і на флоті ліквідували систему військових комісарів, і всім їм надали командні звання. Частина вчорашніх політруків і комісарів призначалися заступниками командирів з політчастини (від роти і вище), частину перевели на командні посади. Якщо раніше політрук або комісар мав рівну з командиром владу в підрозділі, частині, то тепер вони стали заступниками командирів з політчастини (замполіти).
Аналогічні процеси відбувалися в НКВС, де в 1935 році введені окремі звання для військово-політичного складу, які, як і в РСЧА, скасували 1942 року.

### ГУДБ НКВС та НКДБ
Комісари державної безпеки, спеціальні звання вищого начальницького складу в ГУДБ НКВС СРСР в 1935—1945 роках.
7 жовтня 1935 року були введені персональні спеціальні звання для начальницького складу ГУДБ НКВС СРСР. Серед цих спеціальних звань, були звання вищого начальницького складу: комісар державної безпеки 1-го рангу, комісар державної безпеки 2-го рангу, комісар державної безпеки 3-го рангу. 26 листопада того ж року, з'явилося нове найвище спеціальне звання генерального комісара.
У 1943 році в органах державної безпеки (як і в інших підрозділах НКВС/НКДБ, так і в Червоній армії) відбувається уніфікація військових та спеціальних звань. Звання вищого начальницького складу стають відповідними до генеральських звань, також вводиться нове звання комісар державної безпеки. У 1945 році, спеціальні звання державної безпеки були скасовані, замість них надавалися генеральські звання.

### ГУРСМ НКВС та МВС (міліція)
Комісари міліції, спеціальні звання вищого начальницького складу міліції в 1943—1973 роках.
У 1943 році відбувається чергова реформа в органах НКВС. 9 лютого 1943 року замість попередніх спеціальних звань в міліції були введені нові, що стали наближені до військових звань. Якщо офіцерські звання стали відповідати своїм армійським аналогам, то замість генеральських звань, вищому начальницькому складу міліції надали «комісарські» звання: комісар міліції 3-го рангу, комісар міліції 2-го рангу, комісар міліції 1-го рангу.
У 1973 році комісарів міліції переатестовано на генералів міліції. Спеціальні звання «комісар міліції 1-го, 2-го і 3-го рангу» скасовувалися, їх носіям присвоювалися відповідні генеральські звання «генерал-майор міліції» (які мали спецзвання «комісар міліції 3-го рангу») і «генерал-лейтенант міліції» («комісар міліції 2-го рангу»). Співробітників, що на той момент мали спеціальне звання «комісар міліції 1-го рангу» були відсутні, тому спецзвання «генерал-полковник міліції» в 1973 році нікому не надавалося.

## У Третьому Рейху
Райхскомісар у Німеччині між 1871—1945 рр. — представник імперської влади. Також у 1941—1944 роках існував Райхскомісаріат Україна — адміністративне утворення очолюване рейхскомісаром, що охоплювало частину українських та теперішніх білоруських земель.

## Поліція
Комісар поліції — звання та посадовий ранг в поліції багатьох країн світу, таких як Великої Британії, США, Франція, Італія, та ін. У поліцейських службах Великої Британії, Британської Співдружності та США ранг комісара зазвичай позначає керівника поліції територіальної одиниці.

## У церкві
У Єрусалимській православній церкві є посада патріаршого комісара Вифлеєму.

## 21. ст.— Європейський уряд
Єврокомісари — міністри загальноєвропейського уряду, що має назву Єврокомісія.

## Кінематограф
«Комісар» — радянський художній фільм 1967 року режисера Олександра Аскольдова за мотивами оповідання Василя Гроссмана «У місті Бердичеві».